# Maloja (region)
Maloja (officiell tysk och italiensk namnform; tidigare italiensk namnform Maloggia, rätoromanska Malögia) är en region i den schweiziska kantonen Graubünden. Den omfattar två dalgångar som skiljs åt av Malojapasset: Dels Oberengadin (Engiadin'Ota) med floden Inns översta lopp, dels den schweiziska delen av Bregagliadalen där floden Mera (Maira) rinner upp.

## Språk
Bregaglia är sedan reformationens införande på 1600-talet officiellt italienskspråkigt. Det vardagliga umgängesspråket har dock varit, och är i hög grad än idag bargajot, en övergångsdialekt mellan lombardiska och rätoromanska. Numera finns även en betydande tyskspråkig minoritet.
I Oberengadin det rätoromanska idiomet puter det traditionella inhemska språket. Under 1800-talet började dock tyska språket vinna insteg, och blev redan vid sekelskiftet 1900 majoritetsspråk. Även italienska har vunnit viss terräng. År 2000 hade sju av tio tyska som huvudspråk, två av tio rätoromanska och en av tio italienska.

## Religion
Vid reformationen antog samtliga församlingar i distriktet den reformerta läran. På grund av omfattande inflyttning de senaste hundra åren är idag dock de katolska invånarna något fler än de reformerta i Övre Engadin, medan de utgör ungefär en fjärdedel i Bregaglia.

## Indelning
Regionen inrättades 2016 i samband med att kantonen genomförde en indelningsreform, varvid de tidigare distrikten avskaffades. Samtidigt förlorade kretsarna all politisk betydelse, och kvarstår endast som valkretsar. Bregaglia tillhörde en krets med samma namn, övriga kommuner tillhörde kretsen Oberengadin/Engiadin'ota.
Regionen består av tolv kommuner:
| Vapen                | Namn                 | Invånare 2023-12-31 | Yta i km² |
| -------------------- | -------------------- | ------------------- | --------- |
| Bever                | Bever                | 607                 | 45,75     |
| Bregaglia            | Bregaglia            | 1 578               | 251,45    |
| Celerina/Schlarigna  | Celerina/Schlarigna  | 1 411               | 24,02     |
| La Punt-Chamues-ch   | La Punt Chamues-ch   | 732                 | 63,28     |
| Madulain             | Madulain             | 197                 | 16,28     |
| Pontresina           | Pontresina           | 2 077               | 118,20    |
| Samedan              | Samedan              | 2 913               | 113,80    |
| Sankt Moritz         | Sankt Moritz         | 4 926               | 28,69     |
| S-chanf              | S-chanf              | 706                 | 138,04    |
| Sils im Engadin/Segl | Sils im Engadin/Segl | 708                 | 63,58     |
| Silvaplana           | Silvaplana           | 1 089               | 44,77     |
| Zuoz                 | Zuoz                 | 1 218               | 65,79     |